# Эриксен, Джеральд
Джеральд ЛаВерн Эриксен (англ. Jerald LaVerne Ericksen; 20 декабря 1924, Портленд (Орегон) — 11 июня 2021) — американский математик, специализирующийся в области механики сплошных сред.

## Биография
Эриксен родился в Портленде, штат Орегон. Его отец Адольф работал на маслозаводе в Портленде, а позднее приобрел небольшую маслобойню в Ванкувере, штат Вашингтон, куда семья переехала
Осенью 1942 года он поступил в Орегонский государственный колледж в Корваллисе. Когда ему исполнилось восемнадцать лет, он поступил на службу в ВМС США. Он прошел подготовку в качестве офицера, сначала в Айдахском университете, Покателло, а затем был переведен в Вашингтонский университет в Сиэтле. Действительную службу он был проходил в пехоте десантных кораблей, которой было поручено запускать ракеты для расчистки пляжей в ходе вторжения на Филиппины.
По окончании боевых действий Эриксен поступил в Вашингтонский университет и смог получить степень бакалавра за год благодаря кредитам, накопленным во время службы в ВМФ, по математике с дополнительным образованием в области военно-морских наук. Его первой аспирантурой был Университет штата Орегон. Затем Эриксен поступил в Индианский университет в Блумингтоне. Там он попал под влияние Эберхарда Хопфа и Макса Цорна и что наиболее важно, именно в Блумингтоне он начал работать с Клиффордом Трусделлом, который критиковал существовавшие модели сплошной среды. В своей автобиографии 2005 года Эриксен говорит: «С тех пор я пытался лучше понять формулировку и методы исследования моделей сплошной среды». Эриксен получил докторскую степень в 1951 году.
Эриксен вышел на пенсию в возрасте 65 лет и переехал во Флоренцию, штат Орегон. Он умер в июне 2021 года в возрасте 96 лет.

## Научная карьера
Исследования в области механики сплошных сред для Исследовательской лаборатории ВМС США проводились группой, в которую входили Эриксен, Трусделл, Уильям Саенс, Ричард Тупин и Рональд Ривлин. Эриксен стал членом Общества реологов и выступал в качестве консультанта группы полимеров в Национальном бюро стандартов. Он вспоминал, что Комиссия по расследованию антиамериканской деятельности допрашивала его о сочувствии коммунистам в эпоху маккартизма.
В 1957 году Эриксен стал профессором инженерного факультета Университета Джонса Хопкинса. Эриксен заинтересовался анизотропными жидкостями и начал развивать «собственно инвариантную теорию жидкости с одним предпочтительным направлением». Эта тема привлекла внимание таких ученых, как Бернард Коулман, Джеймс Фергюсон и Фрэнк Мэтьюс Лесли, которые пытались использовать жидкие кристаллы. Вместе они сформировали небольшую группу в Университете Джонса Хопкинса для изучения жидких кристаллов.
В 1982 году Эриксен перешел в Миннесотский университет. Он сумел организовать аспирантуру по жидким кристаллам и курс по механике сплошных сред. Кроме того, Эриксен читал курс термодинамики, который он превратил в учебник опубликованный в 1998 году.
В 1968 году Эриксен был награжден медалью Бингама, а в 1979 году — медалью Тимошенко. В 2010 году Международное общество взаимодействия механики и математики (англ. ISIMM) присудило ему первую премию за исключительный вклад в установление связи между математикой и механикой. Он получил степень почетного доктора Хериота-Уатта в июле 1988 года